# Alshon Jeffery
Alshon Jeffery (* 14. Februar 1990 in St. Matthews, South Carolina) ist ein ehemaliger US-amerikanischer American-Football-Spieler auf der Position des Wide Receivers. Er spielte College Football für die University of South Carolina, bevor er im NFL Draft 2012 in der zweiten Runde von den Chicago Bears ausgewählt wurde. Von 2017 bis 2020 spielte er für die Philadelphia Eagles, mit denen er den Super Bowl LII gewann.

## Frühe Jahre
Jeffery besuchte die Calhoun County High School in St. Matthews, South Carolina, wo er Teil des Basketballteams war, welches in vier Jahren in 80 Spielen unbesiegt blieb und viermal die Staatsmeisterschaften gewann. Außerdem spielte er zwei Jahre lang Football und fing in seiner Senior-Saison 35 Pässe für 740 Yards sowie 14 Touchdowns, was ihm viele Stipendienangebote einbrachte. Er entschied sich schließlich für die University of South Carolina. Rivals.com hatte ihn damals auf der Liste der besten Spieler des Jahrganges als viertbesten Spieler South Carolinas und dreizehntbesten Highschool-Wide-Receiver der USA gelistet.
Für die South Carolina Gamecocks fing er als Rookie zunächst in fünf Spielen fünf Pässe, bevor er gegen die University of Kentucky sieben Pässe für 138 Yards und drei Touchdowns fing. Er wurde in dieser Saison zum First-Team Freshman All-SEC gewählt. 2010, in seiner zweiten Spielzeit, gelangen ihm in 14 Spielen 88 gefangene Pässe für 1.517 Yards und neun Touchdowns. Er fing in acht Spielen mehr als 100 Yards und war Finalist bei der Vergabe des Fred Biletnikoff Awards für den besten Wide Receiver im College Football. Er wurde zum All-American gewählt und verhalf den Gamecocks zur ersten Teilnahme am SEC-Championship-Game.
2011 kam er auf 49 gefangene Pässe für 762 Yards und acht Touchdowns. Anschließend entschied er sich, auf ein weiteres mögliches Jahr am College zu verzichten und sich für den NFL Draft 2012 anzumelden.

## NFL

### Chicago Bears
Vor dem Draft galt er als potenzieller Top-10-Pick, doch letztendlich wurde er erst als insgesamt 45. Spieler von den Chicago Bears ausgewählt. Am 2. Mai 2012 unterschrieb er einen Vierjahresvertrag über 4,448 Millionen US-Dollar. In seinem Profi-Debüt gegen die Indianapolis Colts fing er einen 42-Yard-Pass von Jay Cutler für seinen ersten NFL-Touchdown. Am fünften Spieltag brach er sich die Hand und musste einige Spiele aussetzen, wodurch er in dieser Saison durch limitierte Einsatzzeiten nur 24 Pässe für 367 Yards und drei Touchdowns fing.

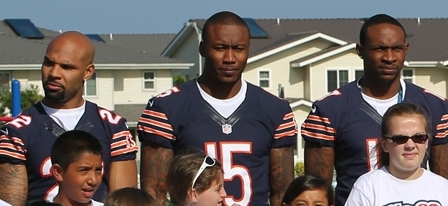
V. l. n. r Bears Spieler Matt Forté, Brandon Marshall, Jeffery (2014)

Am vierten Spieltag der Saison 2013 fing er gegen die Detroit Lions zum ersten Mal in der NFL Pässe für mehr als 100 Yards. In der nächsten Woche brach er den Chicago-Bears-Franchise-Rekord für gefangene Yards in einem Spiel, als er gegen die New Orleans Saints zehn Pässe für 218 Yards fing. Am dreizehnten Spieltag gegen die Minnesota Vikings gelang es ihm als ersten Spieler in der Bears-Geschichte, in zwei Spielen einer Saison mehr als 200 Yards zu fangen. Letztendlich kam er in dieser Spielzeit auf 89 Passfänge für 1.421 Yards und sieben Touchdowns und wurde nach der Verletzung von Calvin Johnson in den Pro Bowl eingeladen.
2014 gelang es ihm als viertem Spieler der Chicago Bears, in zwei aufeinanderfolgenden Spielzeiten Passfänge für mehr als 1.000 Yards zu erreichen, als er in 16 Spielen 85 Pässe für 1.133 Yards und zehn Touchdowns fing.
Im letzten Jahr seines Rookie-Vertrages 2015 gelang ihm ein guter Saisonstart, als er in den ersten vier Spielen dreimal Pässe für mehr als 100 Yards fing. Anschließend hatte er jedoch häufig mit Verletzungsproblemen zu kämpfen und kam deshalb nur auf fünf weitere Einsätze. Wenn er spielte überzeugte er allerdings und kam letztendlich in neun Spielen auf Passfänge über 807 Yards und vier Touchdowns. Nach der Saison belegten die Bears Jeffery mit dem Franchise Tag, wodurch sie sich seine Dienste auch für die nächste Spielzeit sicherten.
In der Saison 2016 musste Jefferey wegen Dopings eine 4-Spiele-Sperre absitzen, kam aber am Ende der Saison immerhin noch auf 52 Passfänge für 821 Yards, allerdings auf nur zwei Touchdowns.

### Philadelphia Eagles
Am 9. März 2017 unterzeichnete er zunächst einen Einjahresvertrag über 14 Millionen US-Dollar bei den Philadelphia Eagles. Dort überzeugte er und erhielt am 2. Dezember des gleichen Jahres eine Verlängerung des Vertrages auf vier Jahre, die ihm bis zu 56 Millionen Dollar bei einer Garantiesumme von 27 Millionen einbringen kann. In dieser Saison konnten die Eagles erstmals in ihrer Franchise-Geschichte den Super Bowl gewinnen (Super Bowl LII). Beim 41:33-Erfolg über die New England Patriots war es Jeffery vorbehalten, der auch schon mit starken Leistungen in den vorangegangenen Play-off-Spielen überzeugt hatte, den ersten Touchdown des Spiels zu erzielen. Erst später wurde bekannt, dass Jeffery die ganze Saison über mit einer  Schulterverletzung bestritten hatte, die nur zweieinhalb Wochen nach dem Super-Bowl-Gewinn eine Operation unumgänglich machte.
Im März 2021 entließen die Eagles Jeffery.